# Callerebia narasingha
Callerebia narasingha är en fjärilsart som beskrevs av Moore 1857. Callerebia narasingha ingår i släktet Callerebia och familjen praktfjärilar. Inga underarter finns listade i Catalogue of Life.